# Saltuarius moritzi
Espèce
Saltuarius moritzi est une espèce de gecko de la famille des Carphodactylidae.

## Répartition
Cette espèce est endémique de Nouvelle-Galles du Sud en Australie. 

## Description
Cette espèce atteint au maximum 109 mm sans la queue. Elle vit dans des forêts humides.

## Étymologie
Cette espèce est nommée en l'honneur du professeur Craig Moritz de l'université de Californie à Berkeley pour ses contributions en phylogénétique sur les reptiles australiens.

## Publication originale
- Couper, Sadlier, Shea & Worthington Wilmer, 2008 : A Reassessment of Saltuarius swaini (Lacertilia: Diplodactylidae) in Southeastern Queensland and New South Wales; Two New Taxa, Phylogeny, Biogeography and Conservation. Records of the Australian Museum vol. 60, p. 87-118 (texte intégral).